# Bacanius granulosus
Bacanius granulosus är en skalbaggsart som beskrevs av Yves Gomy 1980. Bacanius granulosus ingår i släktet Bacanius och familjen stumpbaggar. Inga underarter finns listade i Catalogue of Life.